# Andouillette

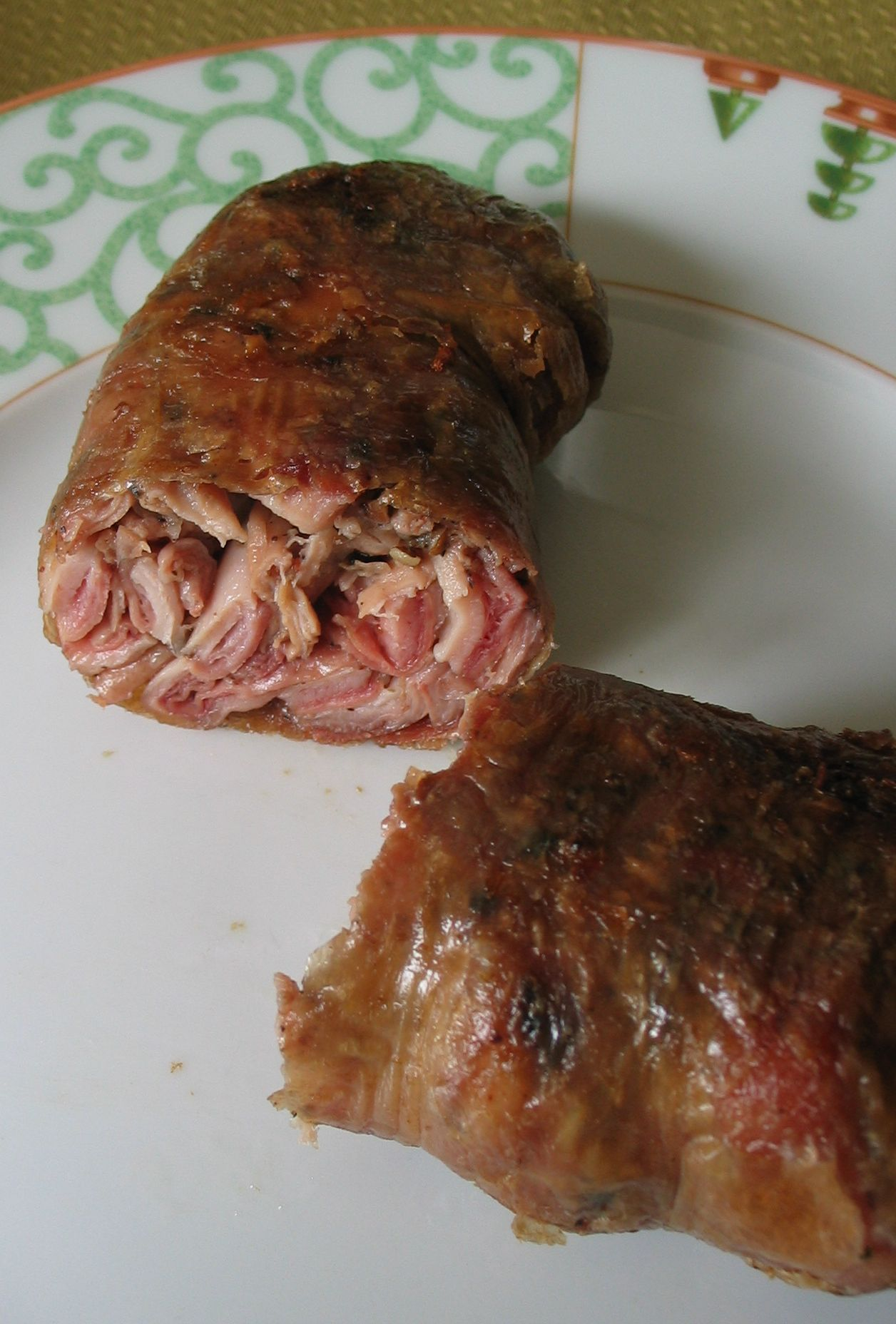
Grillad andouillette

Andouillette är en fransk korvtyp som tillverkas av tarm och inälvor av gris eller kalv, och smaksätts med peppar, vin, lök och kryddor. Komage är ofta en ingrediens i fyllningen, men är inte höljet eller huvudingrediensen till andouillette. Korven serveras kall eller varm. Äkta andouillette är en avlång tub. Om den tillverkas av de små tarmdelarna är det en grov korv omkring 25 mm i diameter, men ofta är den mycket större, ibland 7-10 cm i diameter, och med starkare lukt när grovtarmen används. 
Denna franska delikatess-korv är populär bl.a. i Lyon och omnejd. På franska menyer beskrivs den ofta med tillägget "AAAAA" som står för Association Amicale des Amateurs d'Andouillette Authentique som ungefär kan översättas som det "Vänskapliga entusiastförbundet för autentisk andouillette".
Det finns ett flertal franska versioner av andouillette som oftast har en kryddig, rökig, rik, jordaktig smak, och kan också ha en lätt söt smak. Medan andouillette normalt kan förekomma i många länder, är äkta andouillette sällsynt utanför Frankrike. Alla har en stark, distinktiv lukt, på grund av korvens tarm- och inälvsrelaterade ursprung och komponenter. 
Trots att lukten oftast är motbjudande för ovana ätare, då den anses påminna om tarminnehållet den produceras av, är denna aspekt av andouillette prisad av de hängivna entusiasterna.